# (573) Реха
(573) Реха (нем. Recha) — астероид главного пояса, который был открыт 19 сентября 1905 года немецким астрономом Максом Вольфом в Обсерватории Хайдельберг-Кёнигштуль и назван в честь персонажа пьесы «Натан Мудрый» Готхольда Лессинга. Относится к астероидам семейства Эос.
Форму астероида удалось установить благодаря фотометрическим наблюдениям из обсерватории Палмер-Дивайд в Колорадо-Спрингс, проведённым с 2001 по 2006 годы, а также определить его траекторию движения вокруг Солнца.